# Тирлих, Петра
Петра Тирлих (нем. Petra Tierlich; 25 февраля 1945, Райнсдорф, Германия) — немецкая саночница, выступавшая за сборную ГДР в 1970-х годах, чемпионка мира.
В общей сложности Петра Тирлих является обладательницей трёх медалей чемпионатов мира, в её послужном списке одна золотая награда соревнований 1969 года в Кёнигсзее и две серебряные, турниров 1965 года в Давосе и 1967 года в Хаммарстранде — все три медали выиграны в программе женских одиночных заездов. Регулярно принимала участие в состязаниях чемпионатов Европы, однако не смогла получить ни одного подиума. В состав сборной ГДР на участие в зимних Олимпийских играх не вызывалась.